# Abdoul Kader Kane
Pour les articles homonymes, voir Kane.
Abdoul Kader Kane (ou Abdul Qadir Kan) est un chef religieux et un conquérant, le premier Almamy du Fouta-Toro, un ancien royaume de la vallée du fleuve Sénégal, qu'il dirigea de 1776 à sa mort en 1807.

## Biographie
En 1776, aux côtés de Souleymane Baal, Abdoul Kader Kane renverse la dynastie Denyanke, créée par Koli Tenguella.
Il succède à Souleymane Baal à la mort de celui-ci et accède au titre d'Almamy, avec le vote de la population du Fouta-Toro. Abdoul Kader Kane, Peul de caste Torodo, est connu pour ses nombreux djihads, menés dans plusieurs royaumes au Sénégal. Dans The Walking Qur'an, Rudolph T. Ware explique en détails que l'objectif principal de Kane était de combattre l'esclavage dans le Fuuta Toro et ses environs. Il se dressa alors contre les Maures Trarza dont il mit fin la pratique d'esclavage et d’extorsion au Fuuta des 1786. Il se tourna ensuite contre les royaumes Ceddo du Kajoor et Walo qui continuaient encore à fournir la demande européenne en esclaves. À la bataille de Bounghoye en 1794, il fut trahi et finalement défait par le damel-teigne du Cayor et du Baol Amari Ndella Coumba Fall et le Brak du Walo Ndiack Coumba Khouriyaye Mbodj, qui étaient des souverains Ceddo de royaumes très peu islamisés. Il fut prisonnier au Kajoor pendant trois mois durant lesquels son érudition et sainteté fascina le dammel et son peuple. De retour à son Fuuta Toro après sa libération par le damel-teigne Amari Fall, il fit face à plusieurs défis en provenance des princes Denyanke du Fuuta qui, maintenant, ne voulaient plus reconnaître son autorité. Kane conduisit également de nombreuses expéditions militaires contre le Boundou (Ɓunndu), un royaume toucouleur, et contre les Maures trarza, là où Souleymane Baal trouva la mort. Il a beaucoup contribué à l'installation du régime torodo et il est connu pour ses réformes et la politique sociale et économique initiée par Souleymane Baal. Beaucoup le considèrent comme le premier Almamy du Fouta-Toro.
Abdoul Kader Kane connut beaucoup de désaccords avec la ville de Saint-Louis, où résidaient de nombreux commerçants européens, car il voulait que celle-ci cesse la pratique de l'esclavage. Il voulait aussi que les bateaux et leurs marchandises, ainsi que leurs produits traversant son État par le fleuve, en provenance de Saint-Louis, soient fouillés systématiquement.
Il est assassiné le 4 avril 1807 à la suite d'un complot contre lui, organisé par les Jagoordo. Les Jagoordo étaient les membres de l'assemblée qui élisaient l'Almamy. Après sa mort, les Torodo, divisés par leurs perpétuels désaccords, se scindent en cinq familles, parmi lesquelles sont élus les Almamy (Almaami). Le peuple ne vote plus, c'est le retour à la monarchie absolue du temps Denianke, malgré l'interdiction formelle de l'esclavage et du régime des castes qui continue de prospérer. Cela dura jusqu'en 1881, date à partir de laquelle les colons commencèrent à affluer dans le Fouta. Ils parviendront à s'emparer de l'État de manière progressive à la fin du XIXe siècle.